# Oderdinger Dorfbach
Der Oderdinger Dorfbach oder einfach Dorfbach ist ein linker Zufluss der Ammer bei Wielenbach im oberbayerischen Landkreis Weilheim-Schongau.
Er entsteht als Ableitung aus dem Wörthersbach, fließt nordwärts durch das Dorfgebiet. Nach Durchlaufen einer alten Ammerschleife mündet er dann von links in die Ammer.